# Tomiii 11
tomiii 11(본명: 토마스 블랑크, Tomás Blanch, 2009년 6월 13일~2021년 8월 30일)은 칠레의 유튜버이다. tomiii 11는 칠레 리베르타도르헤네랄베르나르도오이긴스주 카차포알현 킨타데틸코코에서 막내로 태어나고 자랐다. 그는 어린 나이에 뇌종양 판정을 받아 후천적으로 장애를 앓게 되었다. 
어린 시절부터 보이스카우트 활동을 하던 그는 유튜버가 꿈이었다. 이런 사연을 들은 여러 유명 유튜버들이 합심해 tomiii 11을 적극적으로 홍보해주기 시작해 24시간만에 구독자 300만여명이 증가하는 기록을 세우게 되었고, 그는 이러한 결과를 바탕으로 Copihue de Oro 및 Giga Awards 2021을 포함하여 여러 상을 수상했다. 유명 유튜버가 된 tomiii 11는 활발히 유튜버로서 활동을 하다 질환이 악화되어 2021년 8월 30일에 사망했다. 유족들은 구독자들에게 "유튜브 다이아몬드 버튼을 수상할 수 있도록 도와주어 고맙습니다. 이 채널의 주인은 먼 여정을 떠났지만 많은 분들을 사랑하고, 상을 주셔서 감사합니다. 후원해 주신 분들에게 특히나 감사합니다."라는 글을 채널 커뮤니티 공간에 남겼다.

## 수상
- 유튜브 실버버튼[6]
- 유튜브 골드버튼[6]
- 유튜브 다이아버튼
- Copihue de Oro
- Giga Awards 2021